# Mirador del Guarda Forestal
El Mirador del Guarda Forestal, también denominado Mirador Cuenca del Río Turón, es un espacio natural de gran belleza paisajística que se encuentra situado en el término municipal de El Burgo en la provincia de Málaga (España). Fue declarado Monumento Natural de Andalucía en 2011

## Descripción
El mirador se encuentra ubicado dentro del Parque nacional de la Sierra de las Nieves, en el término municipal de El Burgo, en una ubicación privilegiada a unos 900 metros sobre el nivel del mar desde la que se divisa la práctica totalidad de la cabecera de la cuenca del río Turón, afluente del Guadalhorce, frente a la vertiente norte de la sierra de la Nieves, poblada por extensas masas boscosas de pinsapos, pinos carrasco, rodenos, encinas, cornicabras y enebros. Existen también panorámicas del tajo del valle de Lifa, las cimas de Pilones y Sierras Cabrillas, las ruinas del convento Virgen de las Nieves y la cascada y el molino de la Fuensanta. En la cima se encuentra una estatua colocada en 1977 con motivo del centenario de la creación del Cuerpo de Guardas Forestales. Las aguas del río albergan una fauna de carpas, barbos, bogas, patos, garzas, cangrejos autóctonos y nutrias.

## Bandolerismo en esta sierra
La sierra de las Nieves constituye un paso natural y obligado entre las ciudades de Ronda y Málaga, lo que explica que se convirtiera en refugio de bandidos durante el siglo XIX y principios del XX. Uno de los últimos bandoleros andaluces, Juan José Mingolla, conocido como Pasos Largos, nació en la localidad próxima de El Burgo en 1873 y falleció en las  cercanías en 1934.